# Piet Keizer
Petrus Johannes "Piet" Keizer, född 14 juni 1943 i Amsterdam, död 10 februari 2017 i samma stad, var en nederländsk fotbollsspelare som spelade för AFC Ajax och Nederländernas landslag.
Piet Keizer var en av Nederländernas bästa fotbollsspelare under 1960-talet och en del av Ajax storlag som etablerade sig som europeiskt storlag. Keizer var med om klubbens tre raka titlar i Europacupen för mästarlag 1971-1973. Han blev under tiden i Ajax ligamästare sex gånger och cupsegrare fem gånger. Keizer hade sina största framgångar tillsammans med anfallskollegan Johan Cruyff i Ajax och nederländska landslaget. Keizer debuterade i landslaget 1962 och gjorde fram till 1974 34 landskamper (11) mål. Hans största framgång var VM-silvret 1974 men Keizer spelade bara i matchen mot Sverige. 

### Fotnoter
1. ↑  Ajax-icoon Piet Keizer (73) overleden (nederländska)
2. ↑  bigsoccer.com profile
3. ↑  1974 Netherlands World Cup Squad at Planet World Cup